# Mincerstwo

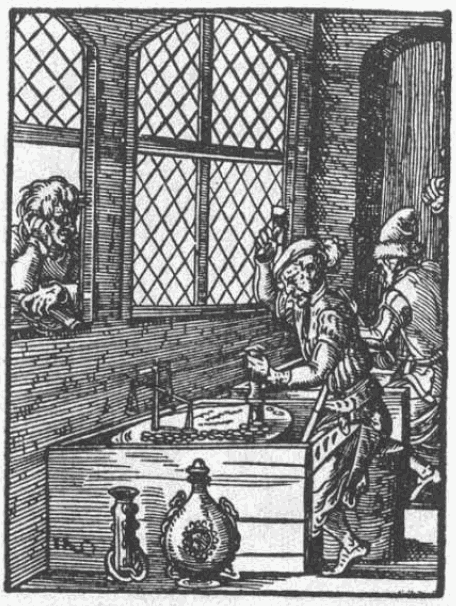
XVI-wieczna pracownia mincerza na XVI-wiecznym drzeworycie niemieckim

Mincerstwo (mincarstwo) – sztuka bicia monet i medali przez mincerza z metali szlachetnych (srebro i złoto) i brązu, bądź z rozmaitych stopów, aż do XVIII wieku wykonywana za pomocą prostych narzędzi  (nożyc, stempli menniczych i młota) oraz siły fizycznej.